# Klatering
Klatering is een buurtschap in de gemeente Midden-Drenthe, in de Nederlandse provincie Drenthe. Tot 1998 behoorde het tot de gemeente Beilen.
Klatering ligt aan de gelijknamige weg. Klatering ligt ten oosten van Beilen, ten noorden van de buurtschap Alting en ten westen van Zwiggelte. Ten westen van Klatering ligt de spoorlijn Meppel - Groningen en in het zuiden de N381. Klatering heeft een buurthuis dat 't Mummelhuus heet.

## Oorsprong naam
De plaatsnaam zou afgeleid zijn van de spotnaam voor een kwebbelaar. De plaatsnaam kwam het eerst voor in 1400 als Klaeteringe en Clateringhe. Na 1400 als Clateringe, in 1412 Clateringe en in het jaar 1519 Klateringe.

## Geschiedenis
Oorspronkelijk begon Klatering met een boerderij genaamd de Roelofplaatse, daar hebben door de tijd heen verschillende mensen gewoond. Van 1691-1695 woonden er 5 mensen. In 1797 kwamen er twee huizen bij. In 1840 waren er 11 huizen en 54 inwoners. Toen ze in 1870 met de Spoorlijn Meppel - Groningen bezig waren, bouwden spoorwegarbeiders hun huizen in het Klateringerveld. In 1898 werd er in Klatering een handwerk boterfabriek opgericht Onderling belang, deze werd weer in 1912 gesloten. In 1907 branden 5 woningen af, de afgebrande huizen werden deels herbouwd. In 1946 waren er 39 huizen en in 2010 47 huizen.

## Boermarken
In Klatering bestaat een boermarke, die Boermarke Alting-Klatering heet en in 1650 is gesticht.

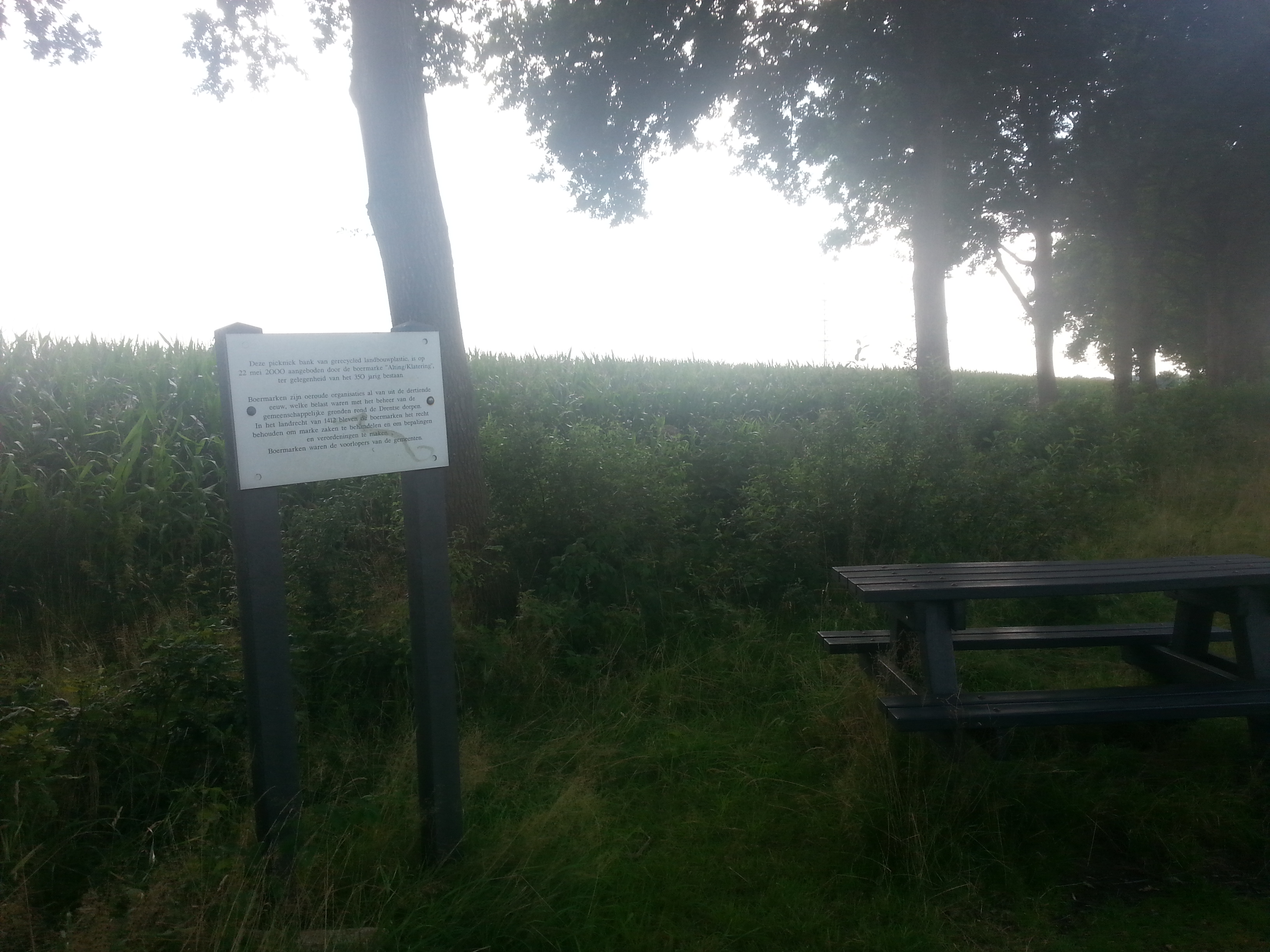
Het Bankje en het informatie bordje over de boermarke Klatering/Alting

Hoofdplaats: Beilen

Overige kernen: Alting · Balinge · Beilervaart · Bovensmilde · Brunsting · Bruntinge · De Polle · Drijber · Elp · Eursing · Eursinge · Garminge · Hijken · Hijkersmilde · Holthe · Hoogersmilde · Hooghalen · Klatering · Laaghalen · Laaghalerveen · Lieving · Lievingerveld · Makkum · Mantinge · Nieuw-Balinge · Norgervaart (deels) · Oosthalen · Oranje · Orvelte · Smalbroek · Rheeveld · Smilde · Spier · Terhorst · Westerbork · Wijster · Witteveen · Zuidveld · Zwiggelte

Drenthe: Steden en dorpen      Nederland: Provincies · Gemeenten